# James Sant
James Sant CVO RA (Croydon, 23 de abril de 1820 – Londres, 12 de julho de 1916) foi um pintor britânico especializado em retratos e conhecido principalmente por imagens de mulheres e crianças e exploração artística do simbolismo da infância. Ele foi membro da Academia Real. George Sant e Sarah Sant, também artistas, possivelmente tenham sido seu irmão e irmã.

## Biografia
Sant nasceu em Croydon, Surrey, Inglaterra, em 23 de abril de 1820. Ele foi ensinado primeiro pelo aquarelista John Varley, depois por Augustus Wall Callcott, e desde os vinte anos foi ensinado pelas escolas da Royal Academy. 
Ele viveu até os 96 anos e expôs na Galeria Grosvenor, além de produzir quase trezentas telas para exibição na Academia. O primeiro deles, um retrato de seu pai William Sant, foi exibido em 1840; o último foi exibido em 1915. Em 1851, casou-se com Elizabeth (Eliza) Thomson, filha do Dr. R. M. M. Thomson, cirurgião e membro da Agri Horticultural Society of India. Sua foto de 1853 do bebê Samuel foi seu primeiro sucesso popular, e gravuras deste e de Chapeuzinho Vermelho e O Despertar da Alma foram vendidos em grandes números. 
Em 1861, seus retratos de amigos e parentes de Frances, Lady Waldegrave, foram exibidos por Ernest Gambart em sua Galeria, em Pall Mall. Isso aumentou sua reputação; em 1871, foi nomeado pintor principal em comum (retratista oficial) da rainha Victoria, tornando-se conhecido por seus retratos das crianças reais e, em particular, seu retrato de 1870 do príncipe Leopold e da princesa Beatrice. Ele foi o último artista a manter o título. 
Sant é mais conhecido por seus retratos, principalmente de mulheres e crianças; ele era "o imperador das crianças", nas palavras da revista Athenaeum. No entanto, muitas de suas fotos eram paisagens e principalmente jardins; paisagens marinhas também pintadas, paisagens com animais, e outros assuntos, incluindo a Wish Tower, a Martello Tower, em Eastbourne. Suas fotos posteriores são mais livres em estilo; alguns foram comparados favoravelmente com o trabalho dos impressionistas franceses e outros têm uma qualidade visionária ou maneirista; suas paisagens poderiam incluir figuras com traços em branco ou distorcidos ou silhuetas simples como a freira em Paredes do Convento (1910). Ele continuou pintando até a velhice; All My Fancy! (Toda minha fantasia!) (1910), uma paisagem italiana com villa e colinas, ele pintou na cama, baseando-se na memória.
Ele se tornou comandante da Ordem Real Vitoriana (CVO) em 1914 e renunciou à RA no mesmo ano para "abrir espaço para homens mais jovens". Ele morreu em Lancaster Gate, Londres, em 12 de julho de 1916. Seu trabalho pode ser encontrado na Galeria Tate e na National Portrait Gallery. 
Sua irmã Sarah Sherwood Clarke também foi uma artista talentosa: mas tudo o que se sabe atualmente sobre seu trabalho é uma coleção de 48 diferentes pontos de vista da Escócia de 1854; estes foram exibidos pela primeira vez na "Watercolors & Works on Paper Fair" em Londres em fevereiro de 2010. Casou-se com Frederick Clarke, superintendente e mais tarde secretário da London and South Western Railway. 
Seu irmão George Sant RBA (Sociedade Real de Artistas Britânicos) (1821 - 1877) foi um pintor de paisagens e os dois irmãos colaboraram ocasionalmente em pinturas. James e George Sant estavam entre os conhecidos artistas de Charles Dodgson (Lewis Carroll); James Sant, sua filha Sarah Fanny e o filho Jemmy foram objetos de estudos fotográficos de Dodgson.
Em leilão, o trabalho de Sant pode atingir centenas de libras esterlinas ou centenas de milhares de libras, dependendo do tamanho, qualidade e assunto. Assuntos alegóricos continuam populares; coragem, ansiedade e desespero: Watching the Battle (Assistindo à batalha, c. 1850) alcançou £ 61.250 em 2012 e Astronomy (Astronomia) quase o dobro disso em 2008.  Sua The Schoolmaster's Daughter (1871) e Miss Martineau's Garden (1873) são ilustradas em Victorian Painters por Jeremy Maas; The Seventh Earl of Cardigan Relating the Story of the Cavalry Charge of Balaclava... (O sétimo conde de casaco de lã que relata a história da carga de cavalaria de balaclava ...; 1854) é ilustrado no mesmo volume e nos pintores vitorianos de Christopher Wood. O trabalho de Sant pode ser visto na Southside House, Wimbledon, e na National Portrait Gallery. Muitas de suas obras foram reproduzidas como gravuras durante sua vida; desde então, sua coragem foi reproduzida como um cartão de felicitações e sua Hilda Pennington-Mellor, com três anos (1880) como um cartão postal.

## Galeria

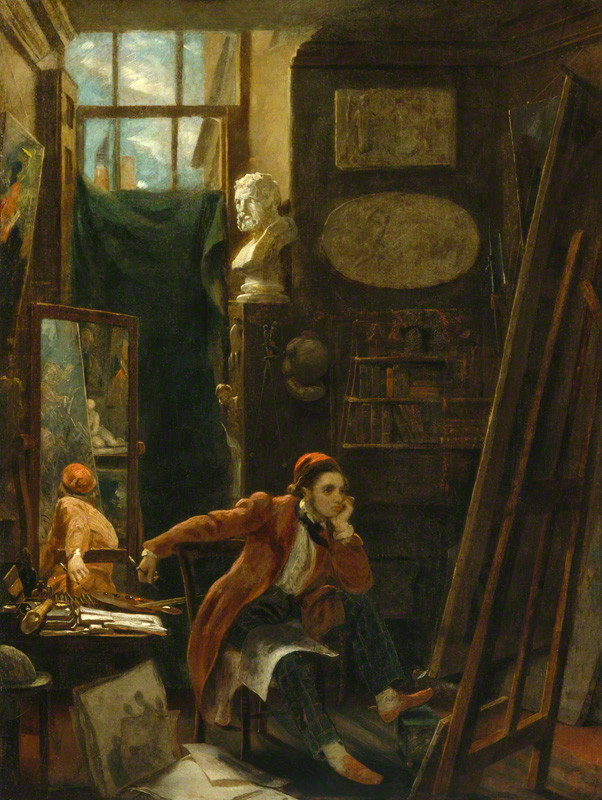
Auto-retrato
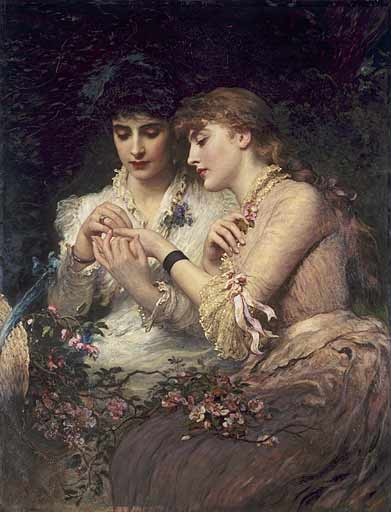
Um espinho entre as rosas